# Tabula Rogeriana

Tabula Rogeriana horizontálně převrácená

Tabula Rogeriana (doslova „Rogerova deska“, arabsky Al-Kitáb al-Rudžari) je popis a mapa světa, vytvořená v polovině 12. století arabským geografem Muhammadem Al-Idrísím na dvoře sicilského krále Rogera II., kam byl Al-Idrísí pozván, aby zaktualizoval mapu světa. Tento úkol mu byl zadán roku 1138, pracoval na něm patnáct let a hotov byl roku 1154. Tabula Rogeriana je považována za nejvýznamnější dílo arabské kartografie.
Tabula Rogeriana je podrobný popis Evropy, Asie a Afriky doprovozený mapou světa na 70 obdélníkových mapových listech (z českého území je na mapě možné pod názvy Mašla, Šruna, Agra a Bis najít města Plzeň, Brno, Kroměříž a Olomouc). Součástí je i rytina na stříbrné míse, která měla rozměry 3,32×1,48 metru, byla silná 3 milimetry a vážila 150 kilogramů. Vlastní kniha a mapové listy se do dnešní doby nedochovaly, avšak existuje několik jejích opisů (pařížský, oxfordský, petrohradský). Mapa má jihoseverní směr (tzn. jih je nahoře a sever dole). Po svém vytvoření byla po tři století nejpřesnější mapou světa. Kniha, obsahující popis světa, byla sepsaná v arabštině a byla rozdělena do sedmi klimatických zón (v souladu se systémem zavedeným Ptolemaiem), z nichž každá se dále dělí do deseti sekcí a obsahuje příslušné mapy. Její text zahrnuje vyčerpávající popis fyzických, kulturních, politických a socioekonomických podmínek v každé oblasti.